# Silvius gigantulus
Silvius gigantulus (лат.) — вид слепней из подсемейства Chrysopsinae.

## Описание
Длина тела имаго от 10 до 12 мм. Ярко окрашенные золотисто-оранжевые мухи (отсюда местное название Golden Deer Fly). Крылья без пятен (кроме некоторых затемнённых жилок), брюшко без тёмных отметин. Глаза в пятнах, голые; оцеллии развиты. Жгутик усика почти вдвое длиннее педицеля; скапус почти вдвое длиннее своей ширины. Ноги желтоватые с чёрными волосками. Задние голени с парными вершинными шпорами. Летают с мая по август. Атакуют, в том числе, и людей. Вид был впервые описан 1872 году немецким энтомологом Фридрихом Лёвом под названием Chrysops gigantulus Loew, 1872.

## Распространение
Встречается в Северной Америке: Канада (Британская Колумбия), США (Айдахо, Вашингтон, Калифорния, Монтана, Орегон), северная Мексика (Байя Калифорния).